# Сабо, Штефан
Штефан Сабо (рум. Ștefan Szabó, венг. Szabó Stefan, 9 декабря 1911, Орадя — 23 октября 1954, Арад) — румынский шахматист венгерского происхождения, мастер. Заслуженный мастер спорта Румынии (1953).
Серебряный призер чемпионата Румынии: в 1949 г. разделил 1—2 места с Ш. Эрдели, но проиграл дополнительный матч (0 : 3).
Участник ряда крупных международных турниров.

## Спортивные результаты
| Год  | Город        | Соревнование         | + | − | =  | Результат | Место |
| ---- | ------------ | -------------------- | - | - | -- | --------- | ----- |
| 1949 | Бухарест     | Чемпионат Румынии    |   |   |    |           | 1—2   |
|      | Бухарест     | Международный турнир |   |   |    |           |       |
| 1951 | Сопот        | Мемориал Д. Пшепюрки | 6 | 5 | 4  | 8 из 15   | 6—7   |
|      | Бухарест     | Международный турнир | 6 | 3 | 6  | 9 из 15   | 2     |
| 1952 | Мьендзиздрое | Международный турнир | 8 | 7 | 2  | 9 из 17   | 6     |
| 1953 | Бухарест     | Международный турнир | 6 | 3 | 10 | 11 из 19  | 8—9   |
| 1954 | Бухарест     | Международный турнир | 4 | 7 | 6  | 7 из 17   | 12—14 |

## Интересный факт
Неожиданная смерть Ш. Сабо едва не привела к конфузу: информационные агентства сообщили, что умер его однофамилец венгерский гроссмейстер Л. Сабо. Английский мастер К. Александер даже сочинил некролог и готовился опубликовать его в шахматном отделе издания, с которым в то время сотрудничал. Ситуацию спасло только появление Л. Сабо в декабре 1954 г. на турнире в Гастингсе. Позже Л. Сабо сожалел, что не попросил Александера показать, что тот написал о нем в некрологе.